# Urho Nissilä
Urho Nissilä (Kuopio, 4 aprile 1996) è un calciatore finlandese, centrocampista della Puskás Akadémia.

## Carriera

### Club
Cresciuto nel KuPS, dopo quattro stagioni trascorse con la prima squadra il 17 giugno 2018 viene acquistato dallo Zulte Waregem, con cui firma un triennale.

### Nazionale
Ha esordito con la nazionale under-21 finlandese il 10 novembre 2017, in occasione della partita di qualificazione all'Europeo 2019 pareggiata contro la Georgia.

## Statistiche

### Presenze e reti nei club
Statistiche aggiornate al 17 settembre 2018.
| Stagione        | Squadra         | Campionato      | Campionato | Campionato | Coppe nazionali | Coppe nazionali | Coppe nazionali | Coppe continentali | Coppe continentali | Coppe continentali | Altre coppe | Altre coppe | Altre coppe | Totale | Totale | Totale |
| Stagione        | Squadra         | Comp            | Pres       | Reti       | Comp            | Pres            | Reti            | Comp               | Pres               | Reti               | Comp        | Pres        | Reti        | Pres   | Reti   |        |
| --------------- | --------------- | --------------- | ---------- | ---------- | --------------- | --------------- | --------------- | ------------------ | ------------------ | ------------------ | ----------- | ----------- | ----------- | ------ | ------ | ------ |
| 2015            | KuPS            | VL              | 23         | 4          | CF+LC           | 3+2             | 1+1             | -                  | -                  | -                  | -           | -           | -           | 28     | 6      |        |
| 2016            | KuPS            | VL              | 26         | 0          | CF+LC           | 3+3             | 0               | -                  | -                  | -                  | -           | -           | -           | 32     | 0      |        |
| 2017            | KuPS            | VL              | 26         | 9          | CF              | 6               | 0               | -                  | -                  | -                  | -           | -           | -           | 32     | 9      |        |
| apr.-giu. 2018  | KuPS            | VL              | 14         | 1          | CF              | 6               | 3               | -                  | -                  | -                  | -           | -           | -           | 20     | 4      |        |
| Totale KuPS     | Totale KuPS     | Totale KuPS     | 89         | 14         |                 | 23              | 5               |                    | -                  | -                  |             | -           | -           | 112    | 19     |        |
| 2018-2019       | Zulte Waregem   | D1              | 0          | 0          | CB              | 0               | 0               | -                  | -                  | -                  | -           | -           | -           | 0      | 0      |        |
| Totale carriera | Totale carriera | Totale carriera | 89         | 14         |                 | 23              | 5               |                    | -                  | -                  |             | -           | -           | 112    | 19     |        |

## Palmarès

### Club

#### Competizioni nazionali
- Coppa di Finlandia: 1

KuPS: 2021